# Johan Wissman

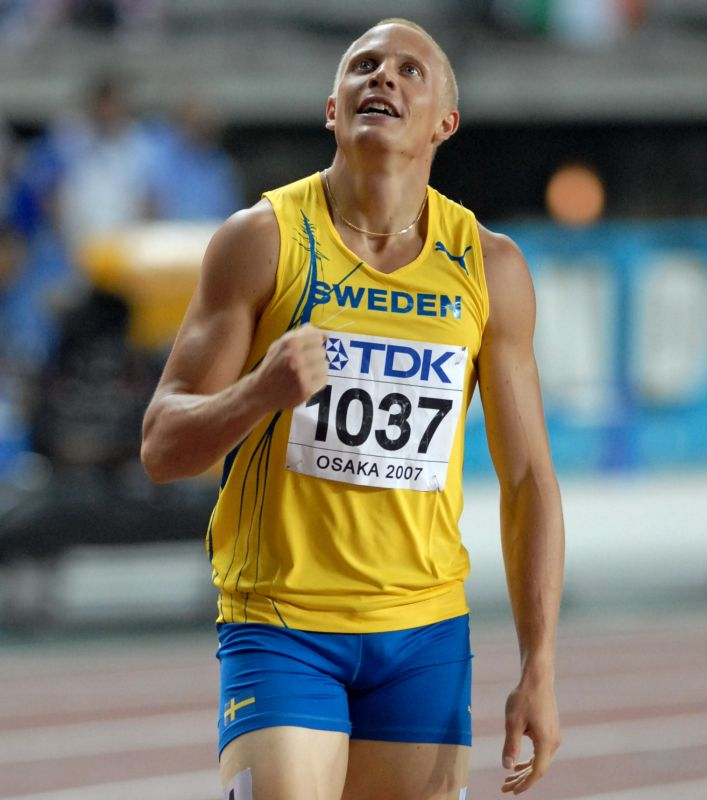
Johan Wissman bei den Weltmeisterschaften 2007 in Osaka.

Johan Wissman (* 2. November 1982 in Kvistofta in Helsingborg) ist ein ehemaliger schwedischer Leichtathlet, der 2006 Vizeeuropameister im 200-Meter-Lauf wurde.
Wissman gewann seine erste internationale Medaille, als er bei den Hallenweltmeisterschaften 2004 Silber über 200 Meter erlief. In 20,72 s lag er nur sechs Hundertstelsekunden hinter dem Bahamaer Dominic Demeritte. Zwei Jahre später trat er bei den Hallenweltmeisterschaften 2006 in der 4-mal-400-Meter-Staffel an und belegte mit seinen Staffelkameraden den vierten Platz. Bei den Europameisterschaften 2006 in Göteborg stellte Wissman bereits im Halbfinale über 200 Meter mit 20,38 s einen neuen schwedischen Landesrekord auf. Diese Zeit konnte er im Finale wiederholen; er gewann damit Silber hinter dem Portugiesen Francis Obikwelu.
2007 trat Wissman dann hauptsächlich im 400-Meter-Lauf an. Bei den Halleneuropameisterschaften lief er 46,17 s und verpasste Bronze nur um zwei Hundertstelsekunden gegenüber dem Briten Robert Tobin. Bei den Weltmeisterschaften 2007 erreichte er ebenfalls das Finale und belegte in 44,72 s den siebten Platz, nachdem er im Halbfinale den schwedischen Rekord auf 44,56 s verbessert hatte. Beim Leichtathletik-Weltfinale verbesserte Wissman dann zum Saisonausklang seinen schwedischen Rekord über 200 Meter. 2008 bei den Hallenweltmeisterschaften gewann Wissman über 400 Meter in 46,04 s Silber hinter dem Kanadier Tyler Christopher. 2009 siegte er bei den Halleneuropameisterschaften in Turin über 400 Meter in 45,89 s.
Bei einer Körpergröße von 1,80 m betrug Wissmans Wettkampfgewicht 75 kg.

## Persönliche Bestleistungen
| Disziplin      | Leistung | Datum              | Ort         |
| -------------- | -------- | ------------------ | ----------- |
| 100-Meter-Lauf | 10,44 s  | 14. Juli 2002      | Helsingborg |
| 200-Meter-Lauf | 20,30 s  | 23. September 2007 | Stuttgart   |
| 400-Meter-Lauf | 44,56 s  | 29. August 2007    | Osaka       |